# Cerro Zongolica
Cerro Zongolica är en ort i Mexiko.   Den ligger i kommunen Huautla de Jiménez och delstaten Oaxaca, i den sydöstra delen av landet, 280 km sydost om huvudstaden Mexico City. Cerro Zongolica ligger 1 748 meter över havet och antalet invånare är 103.
Terrängen runt Cerro Zongolica är kuperad söderut, men norrut är den bergig. Runt Cerro Zongolica är det ganska tätbefolkat, med 120 invånare per kvadratkilometer. Närmaste större samhälle är Huautla de Jiménez, 6,7 km söder om Cerro Zongolica. I omgivningarna runt Cerro Zongolica växer i huvudsak städsegrön lövskog.